# Ungarische Fußballnationalmannschaft (U-17-Junioren)
Die ungarische U-17-Fußballnationalmannschaft ist eine Auswahlmannschaft ungarischer Fußballspieler. Sie unterliegt dem Magyar Labdarúgó Szövetség und repräsentiert ihn international auf U-17-Ebene, etwa in Freundschaftsspielen gegen die Auswahlmannschaften anderer nationaler Verbände, bei U-17-Europameisterschaften und U-17-Weltmeisterschaften.
Bei der WM 1985 erreichte die Mannschaft das Viertelfinale, dieses verlor sie jedoch gegen Nigeria.
Bei Europameisterschaften erreichte sie 1993, 1997, 2017 und 2019 das Viertelfinale.

## Teilnahme an U-17-Weltmeisterschaften
(Bis 1989 U-16-Weltmeisterschaft)
| 1985 | Viertelfinale      |
| 1987 | nicht qualifiziert |
| 1989 | nicht qualifiziert |
| 1991 | nicht qualifiziert |
| 1993 | nicht qualifiziert |
| 1995 | nicht qualifiziert |
| 1997 | nicht qualifiziert |
| 1999 | nicht qualifiziert |
| 2001 | nicht qualifiziert |
| 2003 | nicht qualifiziert |
| 2005 | nicht qualifiziert |
| 2007 | nicht qualifiziert |
| 2009 | nicht qualifiziert |
| 2011 | nicht qualifiziert |
| 2013 | nicht qualifiziert |
| 2015 | nicht qualifiziert |
| 2017 | nicht qualifiziert |
| 2019 | Vorrunde           |
| 2023 | nicht qualifiziert |

## Teilnahme an U-17-Europameisterschaften
(Bis 2001 U-16-Europameisterschaft)
| 1982 | nicht qualifiziert |
| 1984 | nicht qualifiziert |
| 1985 | Vorrunde           |
| 1986 | nicht qualifiziert |
| 1987 | nicht qualifiziert |
| 1988 | Vorrunde           |
| 1989 | nicht qualifiziert |
| 1990 | Vorrunde           |
| 1991 | nicht qualifiziert |
| 1992 | Vorrunde           |
| 1993 | Viertelfinale      |
| 1994 | nicht qualifiziert |
| 1995 | nicht qualifiziert |
| 1996 | nicht qualifiziert |
| 1997 | Viertelfinale      |
| 1998 | nicht qualifiziert |
| 1999 | Vorrunde           |
| 2000 | Vorrunde           |
| 2001 | Vorrunde           |
| 2002 | Vorrunde           |
| 2003 | Vorrunde           |
| 2004 | nicht qualifiziert |
| 2005 | nicht qualifiziert |
| 2006 | Vorrunde           |
| 2007 | nicht qualifiziert |
| 2008 | nicht qualifiziert |
| 2009 | nicht qualifiziert |
| 2010 | nicht qualifiziert |
| 2011 | nicht qualifiziert |
| 2012 | nicht qualifiziert |
| 2013 | nicht qualifiziert |
| 2014 | nicht qualifiziert |
| 2015 | nicht qualifiziert |
| 2016 | nicht qualifiziert |
| 2017 | Viertelfinale      |
| 2018 | nicht qualifiziert |
| 2019 | 5. Platz           |
| 2022 | nicht qualifiziert |
| 2023 | Vorrunde           |
| 2024 | nicht qualifiziert |